# Пульо Самарински
Хаджи Пульо Самарински е просветен деец от ранното българско възраждане, влах по произход.

## Биография
Роден е в пиндското влашко село Самарина. Става хаджия. Няколко години преди 1830 година, при управлението на митрополит Калиник Преспански и Охридски, започва работа като гръцки учител в централното училище в Охрид, където наследява Димитър Мокрянин. При него учи и Димитър Миладинов. Учителства до края на 1830 година и е заместен от Миладинов.